# Euphronia acuminatissima
Euphronia acuminatissima är en tvåhjärtbladig växtart som beskrevs av J.A. Steyerm.. Euphronia acuminatissima ingår i släktet Euphronia och familjen Euphroniaceae. Inga underarter finns listade i Catalogue of Life.